# 에이미리 (가수)
에이미리(1994년 10월 28일 ~ )는 대한민국의 가수다. 2018년 싱글 《NUDE #1》으로 데뷔했다.

## 방송
- 너의 목소리가 보여 9 (2022) - 제시&모니카 편 2라운드 탈락 (최후의 5인)
- 아티스탁 게임 (2022) - Top20(17위)
- 걸스 온 파이어 (2024) - Top50

## 음반
- Above (2022)

### XYX
- NUDE #1 (2018)

## 작사/작곡
- XYX <Seer> (2018) - 작사/작곡
- XYX <Benzaiten> (2018) - 작사/작곡
- 8mlee <Above> (2022) - 작사/작곡